# Еллі Байнгорн
Еллі Марія Фріда Роземаєр-Байнгорн (нім. Elly Maria Frida Rosemeyer-Beinhorn; 30 травня 1907, Ганновер — 28 листопада 2007, Оттобрунн) — німецька льотчиця, дуже відома у 30-х.

## Біографія
Еллі Байнгорн народилась 30 травня 1907 року в Ганновері єдиною дитиною в родині бізнесмена Генрі Байнгорна та Августи Бойт. Батько тримав у Ганновері магазин капелюхів. Дитинство дівчинки пройшло у районі, населеному представниками середнього класу. Відвідувала міську школу для дівчаток, а згодом — ліцей Шиллера, який кинула не закінчивши.
Восени 1928 року потрапила на лекцію німецького авіатора Германа Кьоля, що у квітні того року з бароном Ґюнтером фон Гюнефельдом, здійснив переліт через Північну Атлантику Європа–США. Наступного дня Байнгорн пішла до ганноверського аероклубу з проханням зарахувати її в штат студентів, проте президент аероклубу відмовив, не вірячи в успіх жінок-льотчиць.
Байнгорн поїхала на навчання до Берліна. Вона заплатила внесок із 2000 марок із власних накопичень, бо батьки прагнень доньки не підтримували. Оселилася в кімнаті у Шпандау. Льотну підготовку проходила в аеропорту Берлін-Штаакен. Її інструктором був Отто Томсен, що також викладав Ганні Райч та Вернеру фон Брауну. За штурвал літака Еллі Байнгорн вперше сіла 2 листопада 1928 року, її перший самостійний політ відбувся за кілька тижнів. 4 червня 1929 року вона отримала сертифікат про закінчення навчання.
Її пристрастю стали тривалі перельоти. У 1931 році вона вилетіла до Західної Африки у Португальську Гвінею, щоб приєднатися до наукової експедиції. На зворотньому шляху відмовив двигун, і Байнгорн пішла на вимушену посадку в Сахарі. За допомогою кочівників-туарегів вона приєдналася до каравану верблюдів у Тімбукту. Потім повернулася на місце аварії для ремонту деталей літака. Французька влада прислала Байнгорн на допомогу двомісний військовий літак, що і забрав її.
Наступний переліт здійснила до Австралії, ставши другою жінкою-льотчицею, після Емі Джонсон, що дісталася цього континенту з Європи, пілотуючи літак самостійно. Через певний час політ був відновлений уздовж західного узбережжя Південної Америки.
Також Байнгорн писала статті та продавала фотографії, зроблені під час подорожей.

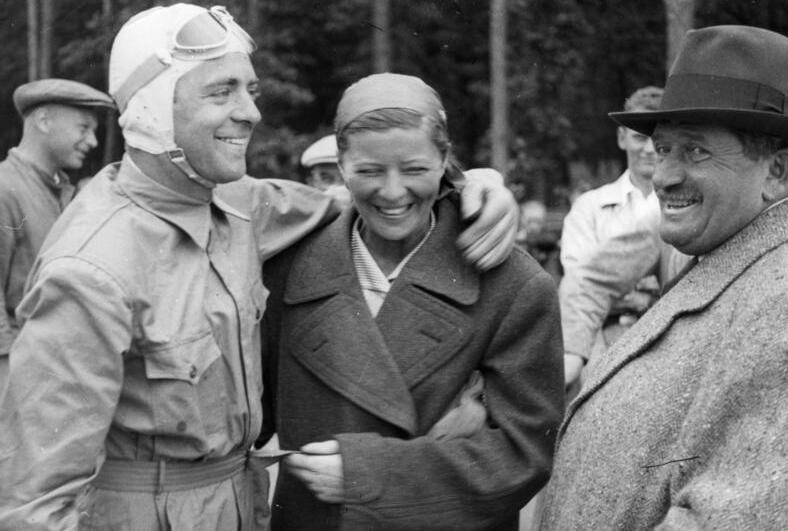
Еллі із чоловіком (зліва) та Фердинандом Порше

29 вересня 1929 року була запрошена Auto Union у Брно на гран-прі Чехословаччини, де нагороджувала переможця, Бернда Роземаєра. 13 липня 1936 р. одружилася з ним. У листопаді 1937 року народила сина Бернда-молодшого. Проте чоловік за кілька тижнів загинув, намагаючись перевершити швидкісне досягнення Рудольфа Караччіоли.
У 1941 році пошлюбила доктора Карла Віттмана і народила доньку Стефанію.
1979 року у віці 72 років здала свою пілотську ліцензію.
Останні роки життя провела в Оттобрунні, поблизу Мюнхена. Син, лікар-ортопед, жив поблизу й у 1968 році одружився з графинею Мікаелою Кастелл-Рюденхаузенською.
Померла Еллі Байнгорн 28 листопада 2007 року у віці 100 років.